# Arcuphantes hastatus
Arcuphantes hastatus är en spindelart som beskrevs av Ono och Saito 200. Arcuphantes hastatus ingår i släktet Arcuphantes och familjen täckvävarspindlar. Inga underarter finns listade i Catalogue of Life.